# True Love (pel·lícula de 1989)
True Love és una pel·lícula de comèdia estatunidenca del 1989 dirigida per Nancy Savoca i protagonitzada per Annabella Sciorra i Ron Eldard. Una mirada indestructible a les realitats de l'amor i el matrimoni que no ofereix "feliços per sempre", va guanyar el Gran Premi del Jurat al Festival de Cinema de Sundance de 1989.

## Argument
Donna i Michael s’han de casar. Però primer, han de planificar la recepció, agafar l'esmòquing, comprar els anells i fer front a la seva pròpia incertesa sobre la decisió. Michael tem el compromís. Donna té els seus dubtes sobre la immaduresa de Michael. El seu entusiasme s'està refredant.

## Repartiment
- Annabella Sciorra com a Donna
- Ron Eldard com a Michael
- Aida Turturro com a Grace
- Roger Rignack com a Dom
- Star Jasper com a JC
- Michael James Wolfe com a Brian
- Kelly Cinnante com Yvonne
- Rick Shapiro com a Kevin
- Vincent Pastore com a Angelo (pare de Donna)

## Estrena
La pel·lícula es va estrenar el 16 de juny de 1989 als Estats Units. Es va projectar com a part de la secció oficial del Festival Internacional de Cinema de Sant Sebastià 1989, on va rebre el Premi Sant Sebastià i el Premi de la Joventut.

### Mitjans domèstics
True Love es va publicar anteriorment en VHS i DVD i es va publicar per primera vegada en Blu-ray Disc el 30 d'abril de 2024 per Kino Lorber.